# 东北剿匪
东北剿匪即第二次国共内战初期，中国共产党军队與东北地区支持国民政府的各类武装（其中大多数为被招安的土匪）之間的军事衝突。据东北民主联军总部统计，中共军队进入东北后：主要作战1303次，击毙12539人、击伤18568人、俘虏36601人、受降11782人。

## 背景
国共内战期间，国共双方均将对方贬称为“匪”。1945年8月，日本无条件投降，国民政府和中国共产党开始争夺东北地区的控制权。大批原效忠于满洲国及日本政权的人物选择支持国民政府，同时国民政府还将大量胡匪收编。根据中共中央东北局的统计，1945年12月，东北全境支持国民政府的地方武装、杂牌军等有10万人左右，军队名称有“地下军”、“光复军”、“先遣军”、“挺进军”、“忠义救国军”等。据不完全统计，国民政府在东北地区组织的部隊有16个，任命32名总司令、总指挥，32名军长，158名师长。
当时东北总计有154个县，这些勢力掌握一百多座（即半数以上的）县城和乡村山寨，在北满掌握的县城则超过了三分之二。

## 剿匪经过
1945年底，中共中央东北局提交给中共中央的《对满洲工作几点意见》中，承认中共军队无法“首先独占三大城市及长春铁路干线以独占满洲”，认为应集中兵力在锦州、沈阳前线给中华民国国军以打击。“同时，将其他武装力量及干部，有计划地主动地和迅速地分散到北满、东满、西满，包括广大乡村、中小城市及铁路支线的战略地区，以扫荡反动武装和土匪，肃清汉奸力量，放手发动群众，扩大部队，改造政权，以建立三大城市外围及长春铁路干线两旁的广大的巩固根据地。”中共中央赞同了这份文件内容。
12月28日，毛泽东在《建立巩固的东北根据地》的指示中指出：“我党现时在东北的任务，是建立根据地，是在东满、北满、西满建立巩固的军事政治的根据地。”，“将正规军队的相当部分，分散到各军分区去，从事发动群众，消灭土匪，建立政权，组织游击队、民兵和自卫军，以便稳固地方，配合野战军，粉碎国民党的进攻。”
1945年末至1946年上半年，中共军队的重点在消滅西满、东满、北满的大股国府勢力。1946年春季后，支持国府的勢力下降。但在1946年6月后，仍攻占了中共政权控制的东宁、东安、同江、萝北等县城，并试图支援中华民国国军的军事行动，会师哈尔滨。土匪洗劫萝北、依兰县时，将包括萝北县长在内的县委、县政府干部集体枪杀。中共依兰县委书记的妻子遭强奸后上吊自杀。后在中国共产党和东北民主联军的大力清剿下，国府勢力由大股转为小股分散袭扰。
1946年3月，苏联军队逐步撤回国内，中华民国政府向东北地区增兵。5月，中共军队撤出四平、长春。各地相继出现攻击中共政权的暴动，如东宁五一暴乱、绥芬河五四暴乱、绥阳五八暴乱、牡丹江暴乱、通化暴动等。6月1日，中共中央东北局发布《关于四平战役后东北形势与任务的指示》，指出要“彻底剿灭土匪，解决土地问题”。6月12日，中共中央东北局和东北民主联军总司令部在《关于剿匪工作的决定》中指出：“北满—特别是合江及牡丹江地区，为我党在东北最基本的战略根据地。因此，必须争取在最短时期内，坚决彻底地肃清土匪，发动广大农民，建立巩固的后方，以支持长期斗争”。“所有剿匪区域，必须发动群众。因此应有计划地抽调千余干部组织工作团，经过动员、解释，使大家深切了解东北的斗争是长期的、残酷的，国民党反动派有其后台老板美国帝国主义的支持，他还有力量。还会继续运兵来，扩大内战。今天敌我力量的对比，从武器装备、兵员补充、物资供应等方面讲，应该承认还是敌强我弱的形势，因此不仅现在大部分大城市已经失掉，而且应估计到将来还会失掉一些。我们不应该存侥幸心理等待和平到来，而应有长期斗争的决心和具体准备。今天我们在东北的民主斗争，远非昔日在华北之民族斗争。过去是民族敌人，而今天的敌人是有强大的美国帝国主义支持的国民党反动派。后者在东北不仅有敌伪残余、地主豪绅的支持，而且在东北人民中还有其正统的影响，因此，我们存民主统一战线内部，必须更加依靠基本群众和团结一切民主力量，而其中最基本的是经过极其艰苦的工作，发动占人口中最大多数的农民，使之真正在经济上、政治上翻身，并拿起武器积极剿匪、反对国民党的进攻，建立巩固的根据地，建立强大的人民武装，造成人民战争，才能缩短敌强我弱的距离，使我党我军在东北最后立于不败之地。”
7月1日，中共中央东北局发出指示，要求主力部队各师（旅）按已划定根据地的区域“各派出约三分之一的兵力去打匪和做群众工作”，要求各党政机关“各抽出约五分之二的干部，不分男女，不分资格，一概下乡做群众工作，创造我们在东北的立脚点”，“各地必须对于剿匪作出全面的计划，必须区分轻重缓急，集中力量实行各个围歼与穷追，以求俘获与追剿，务必避免兵去匪来的现象，打跑了土匪不算完成任务，只有消灭了土匪才算完成任务。”
国民政府方面为应对己方不利局面，8月，负责东北地区军事的机构——东北保安司令部规定：“各省划区宣抚、化装潜入，秘密工作”，“设立前进指挥所，统一收编各地下军”，地下军在长春不得设办事处，各部队队长“必须在敌区工作”等。至1947年4月，中共已经基本消除北满地区国府勢力。5月，中共基本肃清东北解放区的土匪。
1948年9月辽沈战役前，中共用三年时间基本消滅了东北地区国府勢力。9月5日，中共中央东北局社会部发布第15号匪情通报，要求各地继续清剿残餘国府勢力。11月辽沈战役结束时，东北人民解放军已攻占东北全境。标志中華民國政府对东北的管辖结束。1949年1月15日，黑龍江省、合江省、嫩江省联合召开剿匪会议，建立统一的剿匪指挥机关，近一步清剿残匪。

## 知名匪首
| 姓名   | 抓获、俘虏时间 | 职务                                                                       | 简介                                                                                              | 备注 |
| ------ | -------------- | -------------------------------------------------------------------------- | ------------------------------------------------------------------------------------------------- | --- |
| 崔大刚 |                | 东北救国军第二军军长、第六路军第三军军长，中将                             | 1946年9月10日，在哈尔滨同姜鹏飞、李明信一同被处决。                                               | 普遍存在军衔“虚高”问题。当时作为东北地区军事负责人的杜聿明（东北保安司令部司令长官、东北剿匪总司令部副司令官）最高军衔仅为中将。 |
| 张乐山 |                | 东北第二纵队第二支队司令                                                   | 即《林海雪原》中的“座山雕”。                                                                      | 普遍存在军衔“虚高”问题。当时作为东北地区军事负责人的杜聿明（东北保安司令部司令长官、东北剿匪总司令部副司令官）最高军衔仅为中将。 |
| 姜鹏飞 | 1946年8月26日  | 陆军新编第27军军长、中将                                                   | 1946年7月潜入中共控制的哈尔滨，与李明信策划“八二八暴动”。暴动前，姜鹏飞在哈尔滨光复饭店，被抓获。 | 普遍存在军衔“虚高”问题。当时作为东北地区军事负责人的杜聿明（东北保安司令部司令长官、东北剿匪总司令部副司令官）最高军衔仅为中将。 |
| 谢文东 | 1946年11月20日 | 合江省保安军第二集团军司令官、东北挺进军第15集团军总司令、中将（或称上将） | 北满四大旗杆之一。1946年12月3日，在勃利县处决。                                                   | 普遍存在军衔“虚高”问题。当时作为东北地区军事负责人的杜聿明（东北保安司令部司令长官、东北剿匪总司令部副司令官）最高军衔仅为中将。 |
| 李华堂 | 1946年12月12日 | 东北挺进军第一集团军总司令、上将                                           | 北满四大旗杆之一。在林口县刁翎被俘后，摔死。                                                      | 普遍存在军衔“虚高”问题。当时作为东北地区军事负责人的杜聿明（东北保安司令部司令长官、东北剿匪总司令部副司令官）最高军衔仅为中将。 |
| 张雨新 | 1946年12月5日  | 东北第十五集团军挺进军总指挥、中将                                         | 北满四大旗杆之一。在依兰县附近被俘。                                                              | 普遍存在军衔“虚高”问题。当时作为东北地区军事负责人的杜聿明（东北保安司令部司令长官、东北剿匪总司令部副司令官）最高军衔仅为中将。 |
| 孙久荣 | 1947年3年26日  | 第十五集团军第二军军长、中将                                               | 北满四大旗杆之一。在猴石山被俘虏。                                                                | 普遍存在军衔“虚高”问题。当时作为东北地区军事负责人的杜聿明（东北保安司令部司令长官、东北剿匪总司令部副司令官）最高军衔仅为中将。 |

## 影响
中国共产党在东北剿匪中的胜利，有力地保卫了解放区人民生命财产的安全，巩固了根据地，保障了解放军在东北的最终胜利，并且为日后在全国剿匪提供了经验。而且，剿匪与土改并行，使广大人民得到了实惠，促使东北人民积极参加及支援解放军。参军参战的东北百姓据称到1948年底“平均一天拉出一个连队”。